# Fender Jaguar
Pour les articles homonymes, voir Jaguar (homonymie).
La Fender Jaguar est un modèle de guitare électrique créé par la marque Fender en 1962. Conçue à l'origine comme un modèle destiné au marché de la musique surf, elle connait une deuxième vie en tant que modèle emblématique de la vague grunge et rock indépendant des années 1990.

## Conception et développement
Extérieurement semblable à la Jazzmaster, avec un corps asymétrique à découpe unique, la Jaguar est très différente de sa grande sœur. Avec un diapason réduit de 24 pouces, elle est la première guitare de chez Fender à comporter vingt-deux cases sur le manche. Ses deux micros à simple bobinage sont plus étroits que ceux de la Jazzmaster et présentent une plaque métallique dentée qui, selon Leo Fender, est censée concentrer le flux magnétique et ainsi augmenter le niveau de sortie. Bien que Jaguar et Jazzmaster partagent le même principe de deux circuits indépendants, le circuit lead de la Jaguar, plus complexe, est contrôlé par trois sélecteurs « on/off » placés sur la partie basse du corps ; les deux premiers activent les micros manche et chevalet respectivement, le troisième une résistance faisant office de filtre passe-haut, produisant une tonalité aiguë caractéristique. Une autre particularité de la Jaguar est la présence (sur les modèles vintage et sur les rééditions américaines) d'un dispositif rétractable en caoutchouc, ou mute, permettant d'étouffer les cordes, une fonction appréciée des guitaristes surf.
Comme la Jazzmaster, la Jaguar utilise un système de vibrato « flottant » unique, très différent du vibrato synchronisé de la Stratocaster. Leo Fender préférait le design du système flottant, qui permet au chevalet et aux cordes de bouger longitudinalement lorsque la barre de vibrato est actionnée, et donc ne perturbe pas l'accordage de la guitare. Si l'idée est bonne en théorie, le résultat final sur la Jazzmaster et la Jaguar est plus problématique et constitue l'un des points faibles (ou l'un des charmes, selon le point de vue) de ces modèles, malgré la présence d'un ingénieux mécanisme de blocage du vibrato permettant de conserver l'accordage si une corde casse.
Fender lance en mai 2008 un modèle Classic Player Series, fabriqué au Mexique et comprenant un certain nombre de modifications destinées à « moderniser » la Jaguar : le chevalet est de type Tune-o-matic, le vibrato est légèrement déplacé, la touche du manche est plus plate et les micros sont à gain élevé. Ce modèle est également disponible dans une version avec deux micros humbucker sous l'appellation HH.

## Notoriété
Bien que promue modèle-phare de la marque par Fender dans les années 1960, la Jaguar a été peu exhibée par les guitaristes les plus populaires des années 1960 (Carl Wilson des Beach Boys excepté), et n'a jamais connu l'immense succès de la Stratocaster. Après plusieurs modifications (finitions custom, manche équipé de filets en plastique ou "bindings", touche incrustée de perloid), la Jaguar est retirée du catalogue en 1975.
Au début des années 1990, la Jaguar connaît une seconde vie comme modèle emblématique de la vague grunge (Nirvana) et rock indépendant (Sonic Youth, My Bloody Valentine, etc.), à tel point que Fender relance bientôt la production de modèles réédition de la Jazzmaster et de la Jaguar.
Pour l'anecdote, Kurt Cobain de Nirvana utilise une Jaguar de 1965 très largement modifiée, notamment par l'adjonction de micros à double bobinage (dit humbucker) de marque DiMarzio (un PAF en position manche et un Super Distortion en position chevalet) et d'un chevalet de type Gibson, et dont la sonorité est en définitive probablement assez éloignée d'une Jaguar vintage non modifiée.

## Versions modernes
La Fender Jaguar est produite en plusieurs séries :
- American Vintage '62 Jaguar : réédition produite en Californie de la version originale. Existe en blanc (avec un pickguard tortoise), bleu (pickguard blanc), noir (pickguard noir) et sunburst (pickguard tortoise). Remplacée depuis 2019 par la série suivante.
- American Original '60s Jaguar : réédition toujours produite aux USA. D'abord en Candy Apple Red, 3 Tone Sunburst et Surf Green. Le rouge cède sa place au Daphne Blue l'année suivante.
- Classic Player Jaguar Special : existe en rouge (pickguard blanc) et sunburst. Produite au Mexique.
- Classic Player Jaguar Special HH : munie de deux humbuckers. Existe en blanc et sunburst. Produite au Mexique.
- Jaguar HH : chevalet fixe et humbuckers. Existe en noir
- Jaguar Baritone Special HH : chevalet fixe, humbuckers, diapason de 27 pouces (au lieu de 24) et donc accordée en si-mi-la-ré-fa dièse-si. Existe en noir.
- Jaguar HH Blacktop : chevalet fixe, deux humbuckers, avec simplification du système de switch. Existe en noir et en gris.
- Jaguar Kurt Cobain Signature : deux humbuckers DiMarzio, un DP103PAF 36 Anniversary en position manche et un DP100 Super Distorsion en position chevalet. Sunburst usé
- Jaguar Modern Player: Entrée de gamme, équipée de 2 micros P-90, existe en 3 couleurs (chocolat burst, red transparent, black transparent)
- Jaguar '60 Lacquer: réédition mexicaine des premiers modèles. Equipée de micros Fender American Vintage '65, existe en fiesta red uniquement.